# The Unnamed Feeling
Singles de Metallica
Frantic
(2003) "Some Kind of Monster"
(2004)
"The Unnamed Feeling" est le troisième single du groupe de heavy metal Metallica extrait de l'album de 2003 St. Anger. La chanson parle d'un sentiment sans nom (l'anxiété, selon Hetfield) quand une personne se sent sur le point de perdre le contrôle, juste avant qu'il ou elle panique.

## Liste des pistes
1. The Unnamed Feeling
2. The Four Horsemen (Live)
3. Damage Inc. (Live)